# FC Tango Brno
Der FC Tango Brno ist ein tschechischer Futsalverein aus Brünn. Der Klub spielt 2009/10 erstmals in der höchsten tschechischen Spielklasse.

## Vereinsgeschichte
Der Verein wurde 1987 gegründet und fing in der untersten Spielklasse an, damals die 4. Liga Brünn. Es folgten zwei Aufstiege in Folge. Bereits 1993 spielte Tango in der höchsten Brünner Stadtliga und schaffte den Aufstieg in die südmährische Liga, aus der das Team allerdings 1996 absteigen musste. Die Rückkehr in die Drittklassigkeit gelang Tango umgehend. In der Saison 2004/05 gelang Tango der Aufstieg in die 2. Liga. Im Spieljahr 2008/09 stieg die Mannschaft in die 1. Liga auf. Damit gehört Tango Brno zum ersten Mal in der Vereinsgeschichte zu den besten tschechischen Futsalmannschaften.